# Yama-Uba
La yama-uba, parfois prononcé yamamba ou encore yamanba (山姥, « Vieille femme des montagnes » ; « vieille sauvageonne »), est une créature présente dans les contes et légendes du Japon.
La yama-uba se caractérise comme étant une femme vivant en marge de la société loin de la civilisation humaine, dans des lieux isolés, comme les montagnes. Source de mystères, elle était parfois associée à une créature surnaturelle, un yôkaï. Elle représente l’archétype de la sorcière dans les contes et légendes du folklore européen.

## Description

### Étymologie et dénominations
La plupart des dénominations de la yama-uba reprennent deux idées principales :
- En premier, l’idée de « sauvage », exprimé par le terme « yama » (やま?), pouvant s’écrire avec les caractères (山?, « montagne ») ou plus rarement (野?, pouvant désigner « les champs » : « les plaines » ou encore « sauvage ».)
- En second, l’idée de « femme » : dans les dénominations les plus courantes, il est question d’une vieille femme (姥, uba?), toutefois d’autres dénominations existent :  Yama-haha (山母?, « mère de la montagne »), yama-hime (山姫?, princesse de la montagne) ou encore  yama-jorō (山女郎?, « courtisane de la montagne »).

### Apparence physique
L’apparence de la yama-uba est extrêmement plurielle selon les sources :
La plupart des descriptions et illustrations dépeignent la yama-uba comme étant une femme plus ou moins, mais dont l’apparence est considérée comme repoussante vis à vis de la population dite « civilisée ».
Les yama-uba sont le plus souvent décrites comme des vieilles femmes monstrueuses, aux cheveux longs et blancs, vêtues de haillons sales. Dans certaines versions, elle porte également un kimono rouge en lambeaux.

### Comportement et facultés

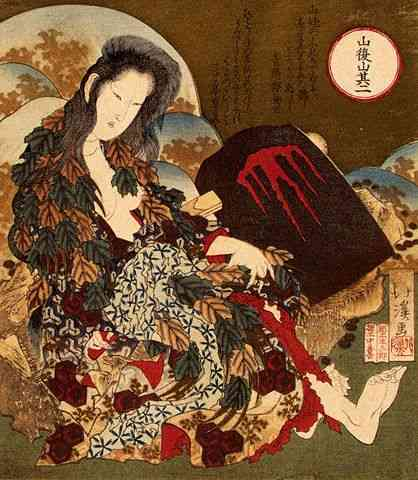
La yama-uba, par Totoya Hokkei, élève de Hokusai, en 1830.

La yama-uba habite dans les forêts profondes des montagnes du Japon. Plusieurs régions revendiquent être le lieu de sa naissance ou de résidence, notamment Sabana, le nord de Honshu ou encore les montagnes Ashigara.
Quelques légendes disent que la yama-uba vit dans ce qui ressemble à une hutte ou des habitations délabrés.
Elle est décrite comme une femme âgée qui accueille les voyageurs égarés en leur offrant un abri et de la nourriture. Cependant, certaines légendes, notamment les plus connues, racontent qu'elles sont cannibales . Elle est dotée de pouvoirs surnaturels : Elle serait capable de pouvoirs de métamorphose, et notamment capable de mettre ses cheveux en mouvement ou bien de les transformer en serpent à la manière d’une gorgone.
Mais d’autres récits lui attribuent toutefois aussi un aspect plus bienveillant : dans certains d’entre eux, elle peut venir en aide aux humains, leur offrir des richesses ou des services.

### Rapports et similarités avec d’autresyôkaï
Elle possède des traits présents chez de nombreux autres yôkaï du folklore : sur certaines description, elle serait dotée d’une large mâchoire, la faisant ressembler à l’oni-baba (鬼, « Vieille-femme oni » ; vieille kijo). Certaines sources font état d’une bouche supplémentaire située au sommet du crâne, à la manière de la futakuchi-onna.  Elle est aussi souvent, associée voire confondue avec la yuki-onna, mais les deux entités ont été mentionnées et popularisées dans des contextes différents. Dans certaines régions, on parle également de son pendant masculin, le « yama-jiji » (山爺, « vieil homme de la montagne ») ou encore du Yamawaro, un autre yôkaï qui l’accompagnerait.

## Folklore et légendes

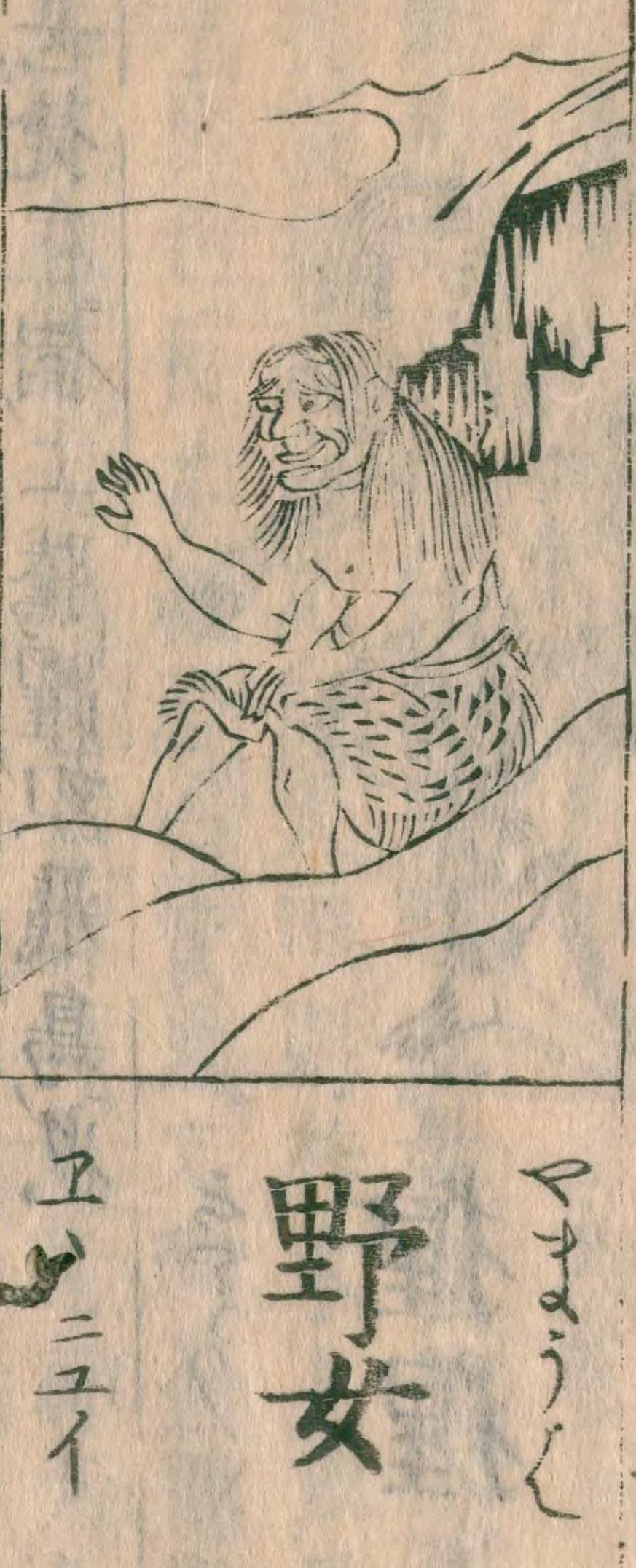
Illustration de l’entrée consacrée à la dans le Wakan sansai zue, 1713.

### Dans la littérature
- Le Wakan sansai zue la décrit la  yama-uha (野女?, « femme sauvage ») habitant la région de Nhinan, un ancien territoire du Viêt Nam, comme un humanoïde, apparentée aux singes, en particulier au shōjō, ayant une apparence humaine, une peau très blanche, des cheveux jaunâtres ébouriffée, vétue d’un pagne faite d’une peau d’une sorte inconnue. Elle est décrite comme capable de grimper et se déplacer d’arbres en arbres, aussi bien qu’un singe. Il s’agit d’une créature qui rechercherait désespérément la compagnie des humains. Mais les descriptions en parlent comme profitant de la moindre occasion ou faiblesse de leur hôte pour les enlever et tenter de se reproduire avec. L’une d’entre elle fut tuée pur un homme vigoureux qu’elle tentait d’enlever.  Lorsqu’on ouvrit son corps, l’on trouva une pierre précieuse ressemblant à un saphir bleu. Les chinois avaient l’habitude de désigner les populations considérées comme barbares au même titre que les animaux, ce qui a dû laisser penser qu’il s’agissait d’une créature légendaire. L’entrée dans l’encyclopédie a été reprise par la suite sous son nom actuelle de yama-uba (山姥?)[5].

### Folklore et variantes régionales
Dans plusieurs provinces, on trouve également des variantes locales du mythe :
- À Miyazaki, dans le district de Nishi-Morokata, une créature décrite sous le nom de yama-hime est décrite comme une femme aux cheveux détachés, chantant d’une voix mélodieuse.

- Dans les montagnes profondes d’Okayama, la yama-hime  serait une créature à l’apparence d’une belle jeune femme d’une vingtaine d’années, aux cheveux noirs et vêtue d’un kimono aux couleurs inhabituelles ; selon la légende, alors qu’un chasseur aurait tenté de lui tirer dessus, elle aurait saisi  la balle au vol d’une main en souriant.

- À Shizuoka, elle est plutôt désignée sous le terme de yama-baba est décrite comme une femme douce portant des vêtements faits d’écorces d’arbres. Lorsqu’elle cuit du riz dans un chaudron, une petite quantité suffit à remplir la marmite.

- À Hachijō-jima, une créature appelée dejji ou decchi ferait errer les voyageurs dans des lieux inexistants pendant toute une nuit. Cependant, si quelqu'un se lie d’amitié avec elle, elle lui prêterait des objets tels que des linteaux de porte. Elle aurait aussi la réputation de nourrir les enfants disparus pendant trois jours. Son corps serait couvert de taches, et elle porterait ses seins sur ses épaules, attachés comme avec un cordon tasuki.

- À Kagawa, la yama-uba est plutôt associées à une créature vivant dans les rivières kawa-joro  (川女郎?, « courtisane du fleuve »). Lorsque la digue est sur le point de céder à cause des inondations, elle pousse des cris de détresse[6].

- Dans le village de Kumakiri, situé à Haruno, aujourd'hui intégré à Hamamatsu, une légende raconte qu'une yamauba nommée Hocchopaa apparaîtrait sur les chemins de montagne au crépuscule. Des phénomènes mystérieux, comme des sons de festivals venant de la montagne ou des malédictions inexpliquées, lui sont généralement attribués[7].

- Dans le district de Higashichikuma, dans la préfecture de Nagano, la yama-uba est sobrement appelée uba (うば?, « grand-mère »), mais dans ce contexte, elle est plutôt décrite comme une cyclope à long cheveux[8].

- Dans la préfecture de Fukuoka, on parle du « jour de la lessive de la Yama-uba » (山姥の洗濯日), un jour où il est interdit de faire la lessive. Ce jour, qui tombe généralement le 13 ou le 20 décembre, est toujours accompagné de pluie, ce qui rappelle les anciennes pratiques de purification liées aux divinités de la montagne et de l’eau.

### Dans les contes populaires

#### L’histoire de Kintarō

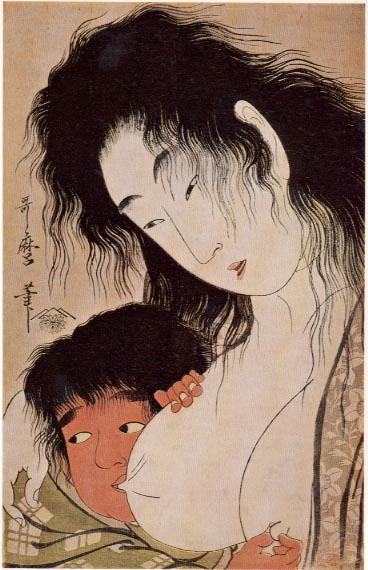
La yama-uba allaitant le petit Kintarō par Kitagawa Utamaro, 1802.

La yama-uba n'est pas toujours considérée comme une figure cruelle : Son rôle le plus célèbre la présente comme étant la mère de Kintarō, un personnage légendaire de l’époque Heian qui devint plus tard le célèbre guerrier Sakata no Kintoki. Selon le Konjaku Monogatari, elle vivait dans les montagnes d’Ashigara et aurait conçu Kintarō après avoir rêvé d’un dragon rouge. Plus tard, l’enfant, doté d’une force surhumaine, fut découvert par le général Minamoto no Yorimitsu et devint l’un de ses fidèles guerriers.
Une autre version du récits, parle d'une femme enceinte est recueillie dans une cabane de montagne par une vieille dame apparemment bienveillante. Cependant, après avoir accouché, elle réalise trop tard que la vieille femme est en réalité une yama-uba, qui projettait de manger le petit Kintarō.

## Origines et explications rationnelles
- Certains pensent que le concept de yama-uba aurait émergé au cours de la période Edo, plus précisément pendant la grande famine qui poussa les hommes à s'aventurer dans les bois pour trouver du gibier à cause du manque de nourriture. Toutefois, des personnages similaires existent déjà depuis la période Heian.

- La yama-uba est parfois perçue comme un vestige des anciennes croyances liées aux esprits de la montagne et aux divinités féminines de la nature. Certains chercheurs suggèrent qu’elle descend des anciennes prêtresses, des miko, liées aux cultes des habitants vivant dans les montagnes comme les yamabushi.

- D’autres pensent plutôt que cette figure monstrueuse trouve son origine dans les légendes de vieilles femmes abandonnées en raison de famine, dans les histoires d’ubasute (abandon des vieillards en montagne).

## Layama-ubadans les la littérature et les arts
- Yamanba, pièce du théâtre nô : Une pièce de Nō intitulée Yamauba, Dame de la Montagne raconte l’histoire d’une courtisane de la capitale nommée Hyakuma, qui danse en imitant la yamauba. Son talent est tel que les gens finissent par l’appeler ainsi.  Un soir, alors qu’elle voyage pour visiter le temple Zenko à Shinano, elle est accueillie par une mystérieuse vieille femme, qui se révèle être la véritable yamauba[11].

- Yamanba, était un courant de mode très présent chez certaines jeunes femmes durant les années 90 dont l'apparence rappelle celle de la yama-uba.
- Dans la franchise cross-média Pokémon, Lippoutou semble s’inspirer de la yama-uba.